# Phyllonorycter staintoniella
Phyllonorycter staintoniella is een vlinder uit de familie mineermotten (Gracillariidae). De wetenschappelijke naam is voor het eerst geldig gepubliceerd in 1853 door Nicelli.
De soort komt voor in Europa.